# Leptotes brevidentatus
The Short-toothed Blue or Tite's Zebra Blue (Leptotes brevidentatus) là một loài bướm ngày thuộc họ Bướm xanh. Nó được tìm thấy ở Africaphía namSahara và tây nam Arabia.
Sải cánh dài 22–29 mm đối với con đực và 26–30 mm đối với con cái. Con trưởng thành bay quanh năm in warmer areas và từ tháng 10 đến tháng 3 in cooler areas.
Ấu trùng ăn hoa và immature seeds of Plumbago auriculata và probably also Indigofera, Rhynchosia, Vigna, Burkea, Mundulea, Melilotus, Crataegus và Medicago sativa.